# ザ・サムライ 荒野の珍道中
『ザ・サムライ 荒野の珍道中』（ザ・サムライ こうやのちんどうちゅう、原題：Il Bianco, il giallo, il nero）は、1975年制作のマカロニ・ウェスタン。セルジオ・コルブッチ監督、ジュリアーノ・ジェンマ、トーマス・ミリアン、イーライ・ウォラックらが出演 。日本では劇場未公開。

## あらすじ
19世紀後期のアメリカ西部で列車がインディアンに変装した列車強盗に襲われ、日本の将軍からアメリカ合衆国大統領に献上される予定の小馬が奪われる。
足軽のサクラは、通称“ブラック・ジャック”と呼ばれるギデオン保安官と共に身代金を運び、子馬を取り戻そうとするが、無法者スイス・チーズがそれを横取りしようと付け狙う。そして3人は悪党の陰謀と戦いながら、ドタバタ珍道中を繰り広げる。

## キャスト
- スイス・チーズ：ジュリアーノ・ジェンマ
- サクラ：トーマス・ミリアン
- エドワード・ギデオン保安官“ブラック・ジャック”：イーライ・ウォラック
- ドノヴァン少佐：マヌエル・ド・ブラ
- ケリー・バトラー：ジャック・ベルティエ
- カディ：ロマノ・プッポ
- ヤマト：ヒデオ・サトー
- ナッツァレーノ・ザンペルラ
- エディ・ビアゲッティ
- フランク・ニュイエン
- ロレンツォ・ロブレド
- ジョヴァンニ・ペッチ

## 関連作品
- レッド・サン - 本作は『レッド・サン』をオマージュ（パロディ）して製作された作品。
- EAST MEETS WEST